# Norwegischer Fußballpokal der Männer 1954
Der norwegische Fußballpokal 1954 (kurz auch NM-Cup 1954 genannt) war die 49. Austragung des Fußballpokalwettbewerbs der Männer. Pokalsieger wurde Skeid Oslo. Das Team setzte sich im Finale gegen Fredrikstad FK durch.

## 1. Runde
| Datum      |                     | Ergebnis  |                       |
| ---------- | ------------------- | --------- | --------------------- |
| 19.06.1954 | IF Borg             | 0:1       | Fram Larvik           |
|            | SK Brage            | 4:3       | IL Sverre             |
|            | Brann Bergen        | 3:1       | Nymark IL             |
|            | Brumunddal IL       | 2:2 n. V. | Solberg SK            |
|            | Bryne FK            | 3:0       | Klepp IL              |
|            | Clausenengen FK     | 3:0       | Halsa IL              |
|            | SK Djerv 1919       | 2:1       | FK Vidar              |
|            | SBK Drafn           | 6:1       | Einastrand IL         |
|            | Drammens BK         | 2:2 n. V. | Sagene IF             |
|            | Eik IF              | 4:0       | SK Sprint-Jeløy       |
|            | SK Falken           | 2:3       | SK Nationalkameratene |
|            | IL Fjell-Kameratene | 0:4       | SK Baune              |
|            | Flekkefjord FK      | 4:8       | Nærbø IL              |
|            | SK Freidig          | 5:2       | SK Tryggkameratene    |
|            | Frigg Oslo FK       | 6:2       | Ørje IL               |
|            | Geithus IL          | 6:0       | Nordstrand IF         |
|            | Grue IL             | 0:8       | SFK Lyn Oslo          |
|            | Ham-Kam             | 1:3       | Aurskog IL            |
|            | Herkules IF         | 1:0       | SK 1931 Notodden      |
|            | FK Jerv             | 6:0       | AIK Lund              |
|            | Kapp IF             | 5:4 n. V. | Åsen SK               |
|            | Kristiansund FK     | 7:2       | IL Goma               |
|            | Langevåg IL         | 1:2       | IL Hødd               |
|            | Fram Larvik         | 8:0       | Gjerpen IF            |
|            | Lillestrøm SK       | 12:10     | Flisa IL              |
|            | Lisleby FK          | 8:1       | Bjørkelangen SF       |
|            | SK Mesna            | 1:2 n. V. | Strømmen IF           |
|            | Mjøndalen IF        | 1:2 n. V. | Selbak TIF            |
|            | Molde FK            | 0:0 n. V. | SK Wing               |
|            | Moss FK             | 4:0       | Grüner IL             |
|            | Nedenes IL          | 0:2       | IL Sørfjell           |
|            | SK Nessegutten      | 1:2       | FK Kvik Trondheim     |
|            | Nydalens SK         | 0:3       | Fredrikstad FK        |
|            | Os TF               | 3:1       | Fana IL               |
|            | IF Pors             | 4:3       | Kongsberg IF          |
|            | Ranheim IL          | 3:1       | Neset FK              |
|            | SK Rapid Moss       | 4:4 n. V. | Hamar IL              |
|            | Raufoss IL          | 5:3 n. V. | Kjelsås IL            |
|            | Rosenborg Trondheim | 3:1       | Steinkjer FK          |
|            | Sandefjord BK       | 0:1       | Strømsgodset IF       |
|            | Sarpsborg FK        | 3:0       | Gresvik IF            |
|            | Skeid Oslo          | 2:0       | Slemmestad IF         |
|            | Skiens BK           | 3:1       | Vestfossen IF         |
|            | SK Snøgg            | 0:3       | Sandaker SFK          |
|            | FK Sparta Sarpsborg | 11:10     | Borre IF              |
|            | IL Spartacus Oslo   | 00:10     | Greåker IF            |
|            | Stabæk IF           | 1:4       | Askim FK              |
|            | Start Kristiansand  | 3:2       | FK Donn               |
|            | Stavanger IF        | 2:0       | SK Vard Haugesund     |
|            | Steinberg IF        | 1:0       | FK Gjøvik Lyn         |
|            | Storms BK           | 1:2       | Kragerø IF            |
|            | IF Trauma           | 1:4       | Urædd FK              |
|            | Tønsbergs TF        | 1:0       | Jevnaker IF           |
|            | SK Ulf              | 1:3       | Ålgård FK             |
|            | IL Varegg           | 7:3       | IL Jotun              |
|            | Viking Stavanger    | 4:1       | Buøy IL               |
|            | FBK Voss            | 0:1       | Nordnes IL            |
|            | Vålerenga Oslo      | 6:0       | Vang IL               |
|            | FK Ørn              | 6:0       | Tune IL               |
|            | Ørsta IL            | 3:3 n. V. | SK Rollon             |
|            | Aalesunds FK        | 5:1       | Aksla IL              |
|            | Årstad IL           | 2:5       | SK Djerv              |
| 20.06.1954 | Asker SK            | 2:0       | Haga IF               |
|            | Sem IF              | 0:3       | Odds BK               |

### Wiederholungsspiele
| Datum      |            | Ergebnis |               |
| ---------- | ---------- | -------- | ------------- |
| ??.??.1954 | Hamar IL   | 2:0      | SK Rapid Moss |
|            | SK Rollon  | 2:1      | Ørsta IL      |
|            | Sagene IF  | 1:0      | Drammens BK   |
|            | Solberg SK | 2:3      | Brumunddal IL |
|            | SK Wing    | 2:3      | Molde FK      |

## 2. Runde
| Datum      |                     | Ergebnis  |                       |
| ---------- | ------------------- | --------- | --------------------- |
| 27.06.1954 | Askim FK            | 0:2       | Skeid Oslo            |
|            | Aurskog IL          | 3:2       | Vålerenga Oslo        |
|            | Brann Bergen        | 5:1       | Os TF                 |
|            | Brumunddal IL       | 0:3       | Lillestrøm SK         |
|            | SK Djerv            | 1:1 n. V. | Bryne FK              |
|            | SK Djerv 1919       | 1:4       | IL Varegg             |
|            | Fram Larvik         | 1:0       | Skiens BK             |
|            | Fredrikstad FK      | 7:2       | Steinberg IF          |
|            | SK Freidig          | 4:0       | Clausenengen FK       |
|            | Greåker IF          | 3:0       | Eik IF                |
|            | Hamar IL            | 2:2 n. V. | Geithus IL            |
|            | Herkules IF         | 3:0       | SBK Drafn             |
|            | Kristiansund FK     | 8:1       | SK Rollon             |
|            | FK Kvik Trondheim   | 4:1       | Rosenborg Trondheim   |
|            | SFK Lyn Oslo        | 1:0       | FK Ørn                |
|            | Molde FK            | 5:3       | SK Brage              |
|            | Nordnes IL          | 1:2       | SK Baune              |
|            | Nærbø IL            | 2:5       | Stavanger IF          |
|            | Odds BK             | 3:1       | FK Jerv               |
|            | Ranheim IL          | 6:2       | SK Nationalkameratene |
|            | Sagene IF           | 0:4       | IF Pors               |
|            | Sandaker SFK        | 0:4       | Sarpsborg FK          |
|            | Selbak TIF          | 0:2 n. V. | Frigg Oslo FK         |
|            | FK Sparta Sarpsborg | 2:0       | Raufoss IL            |
|            | Start Kristiansand  | 3:2       | Kragerø IF            |
|            | Strømmen IF         | 4:0       | Lisleby FK            |
|            | Strømsgodset IF     | 2:4       | Kapp IF               |
|            | IL Sørfjell         | 0:8       | Larvik Turn           |
|            | Urædd FK            | 2:4       | Moss FK               |
|            | Aalesunds FK        | 3:1       | IL Hødd               |
| 30.06.1954 | Asker SK            | 3:2       | Tønsbergs TF          |
| 15.07.1954 | Ålgård FK           | 0:3       | Viking Stavanger      |

### Wiederholungsspiele
| Datum      |            | Ergebnis |          |
| ---------- | ---------- | -------- | -------- |
| ??.??.1954 | Bryne FK   | 2:1      | SK Djerv |
|            | Geithus IL | 2:0      | Hamar IL |

## 3. Runde
| Datum      |                  | Ergebnis  |                     |
| ---------- | ---------------- | --------- | ------------------- |
| 08.08.1954 | Sarpsborg FK     | 1:0       | Herkules IF         |
|            | Moss FK          | 3:1       | Fram Larvik         |
|            | Frigg Oslo FK    | 2:1       | Odds BK             |
|            | Skeid Oslo       | 3:0       | Molde FK            |
|            | Lillestrøm SK    | 4:1       | Aurskog IL          |
|            | Kapp IF          | 2:1       | Ranheim IL          |
|            | Geithus IL       | 1:2       | FK Sparta Sarpsborg |
|            | Larvik Turn      | 8:4       | Greåker IF          |
|            | IF Pors          | 2:1 n. V. | Asker SK            |
|            | Bryne FK         | 2:4       | SFK Lyn Oslo        |
|            | Stavanger IF     | 1:3       | Fredrikstad FK      |
|            | Viking Stavanger | 3:2       | Start Kristiansand  |
|            | IL Varegg        | 0:3       | Strømmen IF         |
|            | Kristiansund FK  | 2:1       | FK Kvik Trondheim   |
|            | SK Freidig       | 3:1       | Aalesunds FK        |
| 09.08.1954 | SK Baune         | 1:4       | Brann Bergen        |

## 4. Runde
| Datum      |                     | Ergebnis  |                  |
| ---------- | ------------------- | --------- | ---------------- |
| 05.09.1954 | FK Sparta Sarpsborg | 2:1       | Moss FK          |
|            | Fredrikstad FK      | 4:2       | SK Freidig       |
|            | SFK Lyn Oslo        | 1:3       | Viking Stavanger |
|            | Frigg Oslo FK       | 2:2 n. V. | Sarpsborg FK     |
|            | Strømmen IF         | 3:2 n. V. | Brann Bergen     |
|            | Kapp IF             | 2:5       | Lillestrøm SK    |
|            | Larvik Turn         | 7:0       | Kristiansund FK  |
|            | IF Pors             | 1:5       | Skeid Oslo       |

### Wiederholungsspiel
| Datum      |              | Ergebnis |               |
| ---------- | ------------ | -------- | ------------- |
| 19.09.1954 | Sarpsborg FK | 3:0      | Frigg Oslo FK |

## Viertelfinale
| Datum      |                  | Ergebnis |                     |
| ---------- | ---------------- | -------- | ------------------- |
| 26.09.1954 | Skeid Oslo       | 1:0      | Lillestrøm SK       |
|            | Viking Stavanger | 0:1      | Larvik Turn         |
|            | Fredrikstad FK   | 4:3      | Strømmen IF         |
|            | Sarpsborg FK     | 2:1      | FK Sparta Sarpsborg |

## Halbfinale
| Datum      |                | Ergebnis  |              |
| ---------- | -------------- | --------- | ------------ |
| 10.10.1954 | Fredrikstad FK | 3:1       | Sarpsborg FK |
|            | Larvik Turn    | 2:2 n. V. | Skeid Oslo   |

### Wiederholungsspiel
| Datum      |            | Ergebnis |             |
| ---------- | ---------- | -------- | ----------- |
| 17.10.1954 | Skeid Oslo | 3:2      | Larvik Turn |

## Finale
| Skeid Oslo                                  | Skeid Oslo | Fredrikstad FK | Fredrikstad FK |
| ------------------------------------------- | --- | --- | -------------- |
| Skeid Oslo                                  | \| Finale \| \| 24. Oktober 1954 in Oslo (Ullevaal-Stadion) \| \| Ergebnis: 3:0 (0:0) \| \| Zuschauer: 34.794 \| \| Schiedsrichter: Finn Å. Bråthen \| \| Spielbericht \|    | \| Finale \| \| 24. Oktober 1954 in Oslo (Ullevaal-Stadion) \| \| Ergebnis: 3:0 (0:0) \| \| Zuschauer: 34.794 \| \| Schiedsrichter: Finn Å. Bråthen \| \| Spielbericht \| | Fredrikstad FK |
| Skeid Oslo                                  | Øivind Johannessen – Arne Winther, Knut Gudem – Jan Gulbrandsen, Leif Belgen, Finn Gundersen – Arvid Halvorsen, Hans Nordahl, Harald Hennum, Bernhard Johansen, Sverre Olsen | Per Mosgaard – Kjell Jacobsen, Åge Spydevold – Reidar Kristiansen, Erik Holmberg, Leif Pedersen – Tore Nilsen, Arne Pedersen, Odd Aas, Henry Johannessen, Willy Olsen     | Fredrikstad FK |
| Skeid Oslo                                  | 1:0 Harald Hennum (53.) 2:0 Hans Nordahl (71.) 3:0 Bernhard Johansen (86.)                                                                                                   | | Fredrikstad FK |
| Finale                                      | | |                |
| 24. Oktober 1954 in Oslo (Ullevaal-Stadion) | | |                |
| Ergebnis: 3:0 (0:0)                         | | |                |
| Zuschauer: 34.794                           | | |                |
| Schiedsrichter: Finn Å. Bråthen             | | |                |
| Spielbericht                                | | |                |